# جون سيتون
جون سيتون (بالإنجليزية: John Sitton)‏ هو لاعب كرة قدم ومدرب كرة قدم بريطاني في مركز الدفاع، ولد في 21 أكتوبر 1959 في حي هكني في لندن في المملكة المتحدة. لعب مع نادي تشيلسي ونادي غيلينغهام ونادي ليتون أورينت ونادي ميلوول.

## وصلات خارجية
- جون سيتون على موقع قاعدة بيانات كرة القدم.إي يو (الإنجليزية)
- جون سيتون على موقع Soccerbase.com (مدرب) (الإنجليزية)